# Club Universidad Nacional (Fuerzas Básicas)
La Cantera de los Pumas de la UNAM de México es la academia juvenil de la organización, que desarrolla jugadores desde la infancia hasta la integración de sus mejores promesas en la plantilla del primer equipo.
La academia tiene su sede en el complejo de entrenamiento del club, Cantera. Y actualmente disputan las categorías Sub-14, Sub-16, Sub-18 y Sub-23 en su rama varonil y Sub-17 en la rama femenil.

## Historia

### Origen y precedentes de las fuerzas básicas
Antes de su ingreso al profesionalismo en 1954, el Club Universidad Nacional conformaba sus equipos con estudiantes y egresados de la UNAM, compitiendo en la Liga Amateur del Distrito Federal.
Esta dinámica se mantuvo durante toda su estadía en la Segunda División, hasta su ascenso a Primera en 1962, cuando el técnico Renato Cesarini —procedente  de la Juventus— implementó un sistema estructurado de formación juvenil, inspirado en modelos europeos.
Durante esta etapa (1962-1965), el club adoptó una filosofía que vinculaba su identidad universitaria con el desarrollo futbolístico:

Así como la UNAM está para formar profesionales en México, su equipo de futbol adoptó esa ideología y la convirtió en su esencia. Un equipo formador de futbolistas profesionales, los jugadores se educan futbolísticamente en las categorías inferiores, después al debutar cumplen un ciclo de 4 años como profesionales y luego son vendidos para así poder mantener financieramente al equipo.
Zuriel Jaime

Durante esta primera etapa, el conjunto universitario debutó a jugadores históricos del fútbol mexicano tales como Miguel Mejía Barón, Héctor Sanabria, Elías Muñoz, José Luis González Dávila, Aarón Padilla Gutiérrez, Enrique Borja y Luis Regueiro. Con estos cinco últimos, siendo convocados para la selección de México en la Copa Mundial de Fútbol de 1966. Donde Borja anotaría el único tanto de la participación de México en la justa mundialista en la primera jornada de la fase de grupos contra Francia.

## Palmarés

### Equipos varoniles
| Título               | Campeonatos                  | Subcampeonatos               |
| -------------------- | ---------------------------- | ---------------------------- |
| Liga MX Sub-20 (1/1) | Apertura 2022                | Clausura 2012                |
| Liga MX Sub-18 (1/0) | Apertura 2023                |                              |
| Liga MX Sub-17 (2/2) | Clausura 2019, Clausura 2025 | Clausura 2017, Apertura 2017 |
| Liga MX Sub-15 (0/1) |                              | Apertura 2015                |
| Liga MX Sub-14 (0/1) |                              | Apertura 2022                |
| Liga MX Sub-13 (0/1) |                              | Primavera 2014               |

### Equipos femeniles
| Título               | Campeonatos   | Subcampeonatos |
| -------------------- | ------------- | -------------- |
| Liga MX Sub-18 (1/0) | Apertura 2022 |                |

## Canteranos destacados
- Jorge Campos
- Miguel España
- Luis Flores
- Luis García
- Manuel Negrete
- Jesús Olalde
- Alberto García Aspe
- Enrique Borja
- Claudio Suárez
- Hugo Sánchez

## Links Externos
- Universidad Nacional official website
- UNAM official website